# Wahle (Vechelde)
Wahle ist ein Ortsteil der Gemeinde Vechelde im Landkreis Peine in Niedersachsen.

## Geographie
Nach der in den Jahren 2008–2009 errichteten Ortsumgehung des Kernorts Vechelde, liegt Wahle unmittelbar an der Bundesstraße 1 und dem Vechelder Gewerbegebiet Nord und schließt damit direkt an den Kernort an. Die nächste Bahnstation befindet sich in Vechelde an der Strecke Hannover–Braunschweig–Magdeburg–Berlin.

### Nachbarorte
|        | Fürstenau                                   |           |
| Sierße | Kompassrose, die auf Nachbargemeinden zeigt | Vechelade |
|        | Vechelde                                    |           |

## Geschichte
Die erste urkundliche Erwähnung des Dorfes Wahle erfolgte im Jahr 1141 als „Walede“, später erschien es als „Welethe“ (1181), „Maior Woeledhe“ (1258) und „Wolde“ (1369). Neben Wahle ist auch ein Dorf „Walethe Minor“ (1226) oder „Lutteken Wolde“ (1344; beide Namen bedeuten „Klein Wahle“) belegt. Als Klein Wahle in der zweiten Hälfte des 14. Jahrhunderts aufgegeben wurde und „wüst“ fiel, ließen sich die Einwohner in Wahle nieder und bewirtschafteten ihre Fluren von dort aus weiter. Es ist möglich, dass Wahle um 1400 weitere Bauern aus Vechelde aufnahm, nachdem Burg und Dorf Vechelde im Jahr 1392 an die Stadt Braunschweig verpfändet worden waren.
Das Patronatsrecht der Dorfkirche St. Martini unterstand zunächst dem Braunschweiger Cyriakusstift. Anfang des 14. Jahrhunderts wurde das Dorf dem Archidiakonat Schmedenstedt angeschlossen. Die Pfarre vergab weiterhin der Dekan des Cyriakusstifts.
Im Jahr 1618 wurde nordöstlich des Dorfes eine Mineralquelle entdeckt, die für kurze Zeit als Gesundbrunnen erschlossen und betrieben wurde. Die Quelle verlandete bereits wieder während des Verlaufs des Dreißigjährigen Krieges. In den 1720er Jahren untersuchte der Braunschweiger Stadtphysikus Rudolph August Behrens, Leibarzt des Herzogs August Wilhelm von Braunschweig-Wolfenbüttel, die Heilwirkung der Mineralquelle. Die Quelle blieb jedoch ungenutzt.
Im Jahr 1802 hatte Wahle 300 Einwohner in 42 Feuerstellen. Mit dem Fürstentum Braunschweig-Wolfenbüttel wurde Wahle 1807 in das von Napoleon geschaffene Königreich Westphalen eingegliedert. Nach der Auflösung des Königreichs Westphalen im Jahr 1813 gehörte der Ort bis 1918 zum Herzogtum Braunschweig.
Wahles Zuordnung zum Landkreis Braunschweig endete im Jahr 1974 im Zuge der Gebietsreform Niedersachsens. Am 1. März 1974 wurde Wahle in die Gemeinde Vechelde eingegliedert. In den vergangenen Jahrzehnten hat der Ort begonnen, sich durch Eigenheime und Siedlungshäuser, nach Süden auch durch Gewerbegebiete zu erweitern.

## Politik

### Ortsrat
Der Ortsrat von Wahle setzt sich aus neun Ratsfrauen und Ratsherren zusammen.
|      | SPD | CDU | FDP | Einzelbewerber | Gesamt  |
| 2021 | 5   | 3   | 1   | -              | 9 Sitze |
| 2016 | 5   | 4   | -   | -              | 9 Sitze |
| 2011 | 4   | 3   | -   | 2              | 9 Sitze |
| 2006 | 5   | 3   | -   | 1              | 9 Sitze |

### Ortsbürgermeister
Ortsbürgermeister ist Jörg Hollstamm (SPD).

### Wappen
| Wappen von Wahle | Blasonierung: „In Gold eine gestürzte blaue Wellenspitze, darin ein goldener Mühlstein.“ |
| Wappen von Wahle | Wappenbegründung: Wahle ist einst ein Kurort gewesen. 1618 ereignete sich ein Erdfall, aus dem kaltes, aber heilkräftiges Wasser emporstieg, das im Wappen durch die Wellenspitze nach oben sprudelt. Die Heilquelle versiegte leider wieder im 17. Jahrhundert. Der Mühlstein erinnert an den ersten urkundlich nachweisbaren Einwohner Wahles, an den Müller Johann. Er wurde 1313 vom Braunschweiger Johanniterorden mit einer Wasser- und einer Windmühle belehnt. Erstere arbeitete bis ins 16. Jahrhundert, letztere war noch 1783 in Betrieb. Der Ort gehörte seit 1203 ständig zum Kerngebiet des Landes Braunschweig und war bis 1974 eine selbständige Gemeinde im Landkreis Braunschweig, was die blau-goldenen Farben bekräftigen. Das Wappen wurde vom Heraldiker Arnold Rabbow gestaltet und am 3. Dezember 1981 vom Ortsrat einstimmig angenommen. |

## Sehenswürdigkeiten
- Wahle ist ein Haufendorf, dessen erster Besiedlungskern schwer zu ermitteln ist. Das alte Dorfbild wird vorwiegend von Dreiseithöfen, Hakenhöfen und niederdeutschen Hallenhäusern bestimmt.
- Die St.-Martini-Kirche wurde im Jahre 1494 im romanisch-gotischen Stil errichtet.

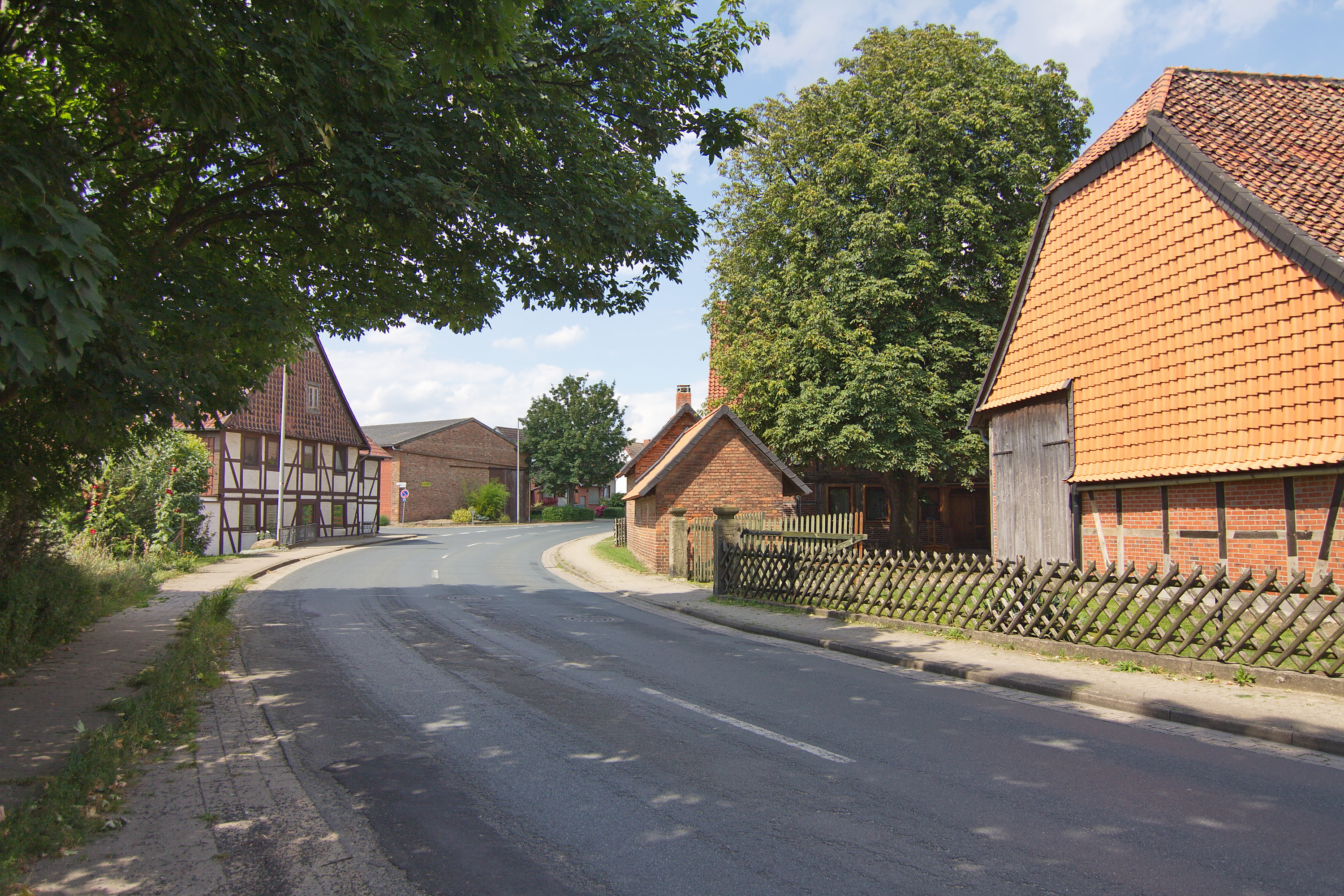
Ortsblick
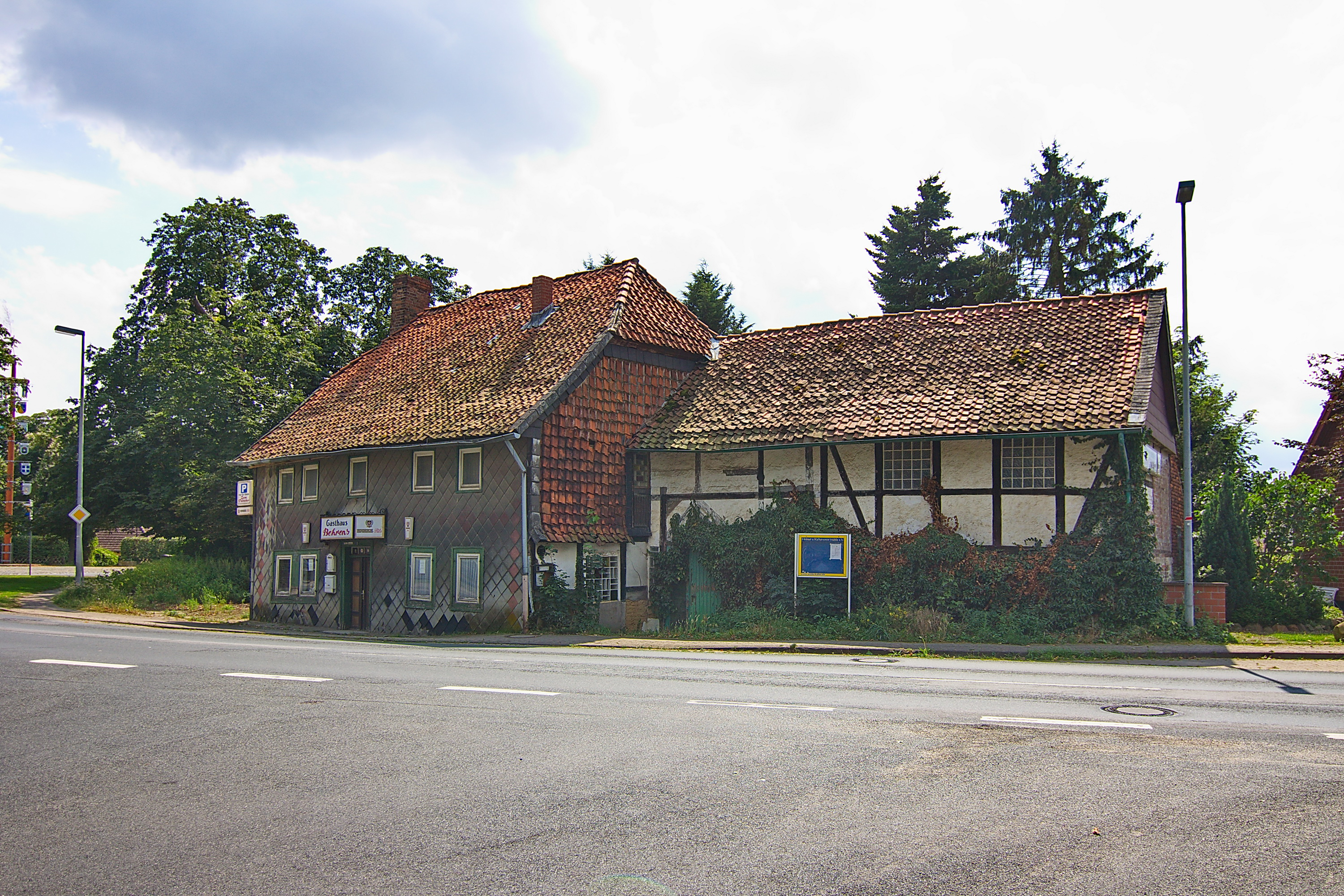
Altes Gasthaus
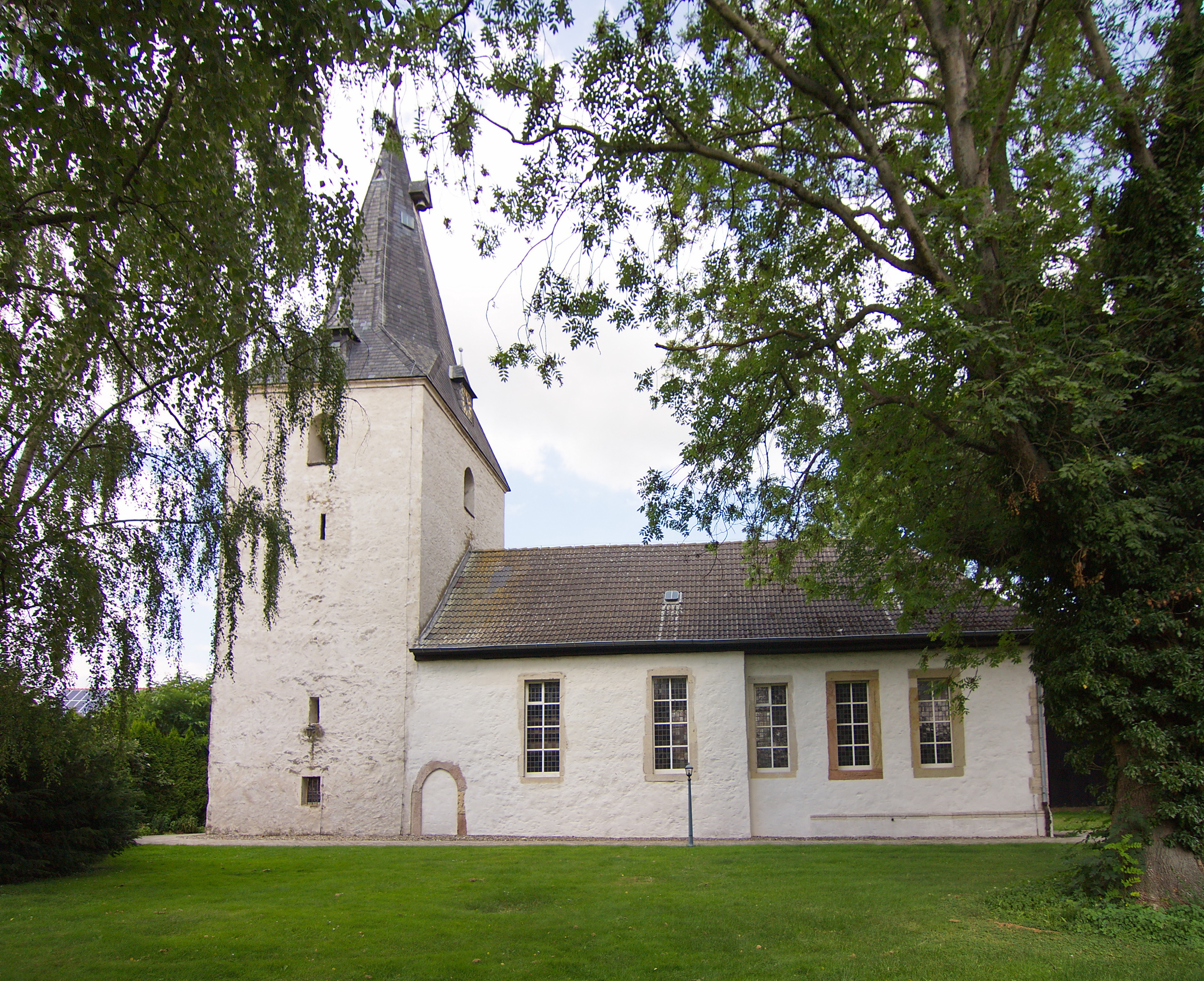
St.-Martini-Kirche
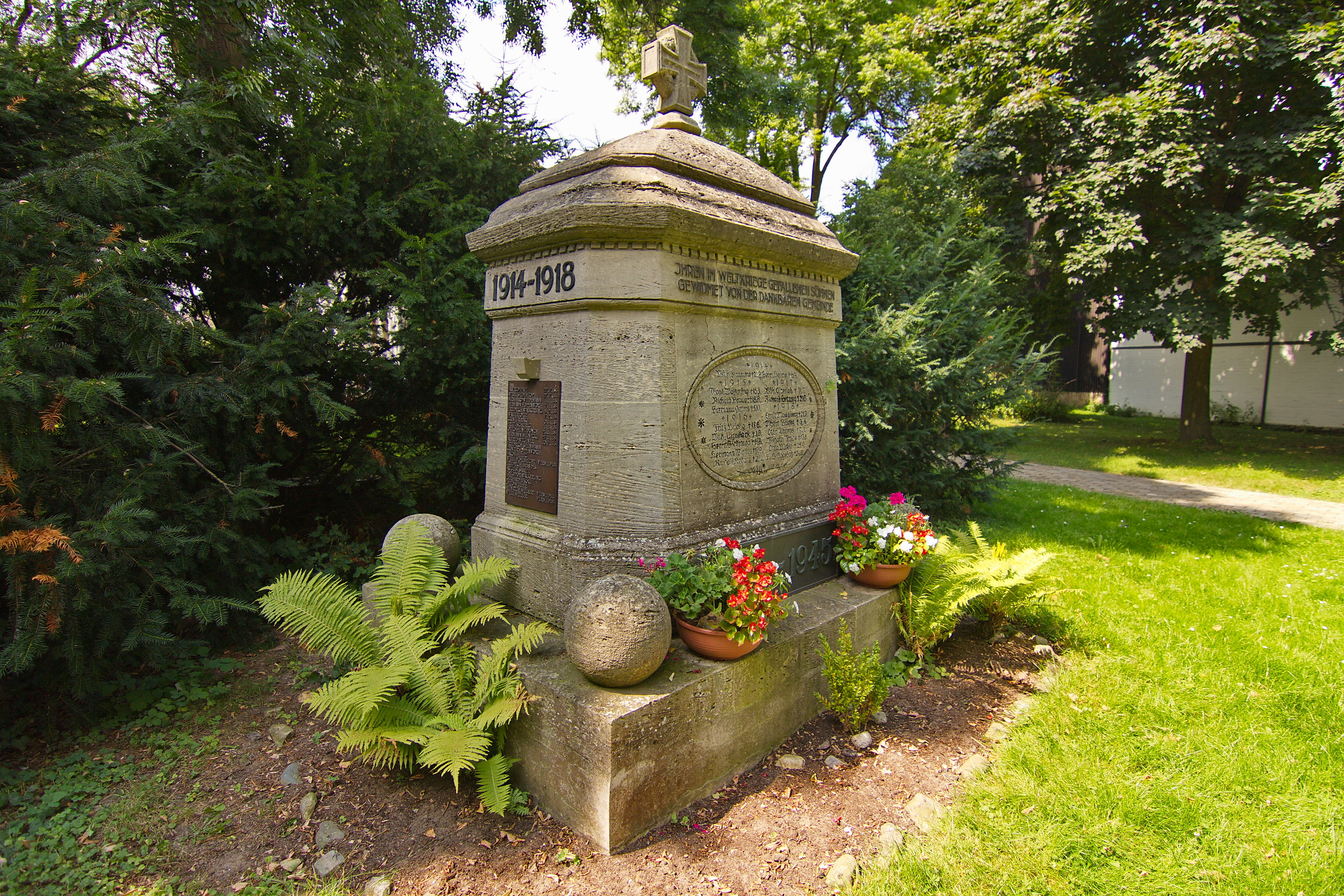
Kriegerdenkmal

## Persönlichkeiten
- Christian Oberhey (1818–1905), evangelisch-lutherischer Theologe und Hymnologe
- Alfred Treptow (1902–1962), evangelisch-lutherischer Pfarrer und Schriftsteller
- Max Witte (1909–1955), evangelisch-lutherischer Theologe